# New York City Fire Museum

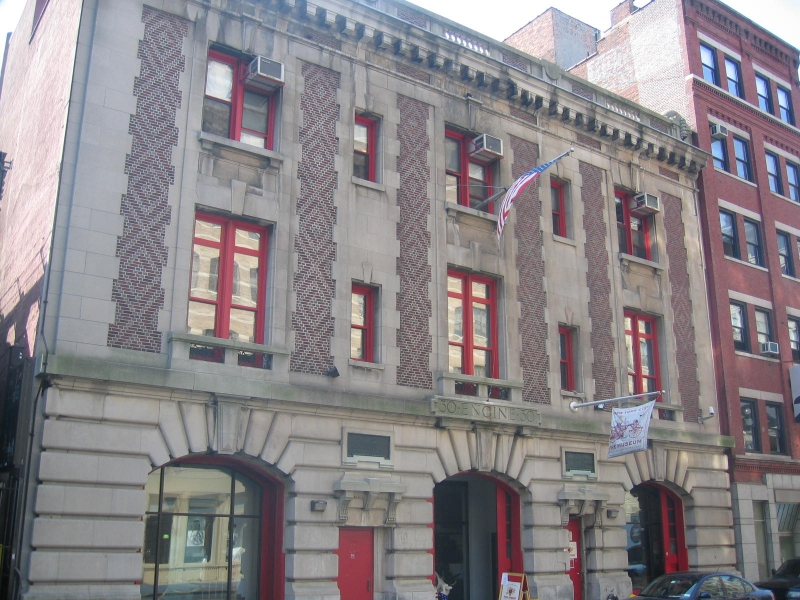
Fassade der ehemaligen SoHo-Wache, jetzt Museum

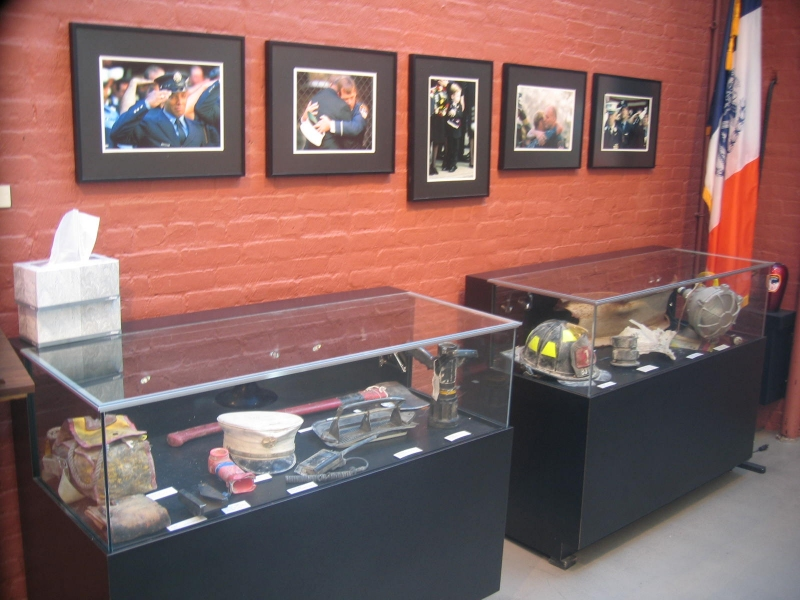
Gedenkraum an die Feuerwehrangehörigen, die am 11. September 2001 starben

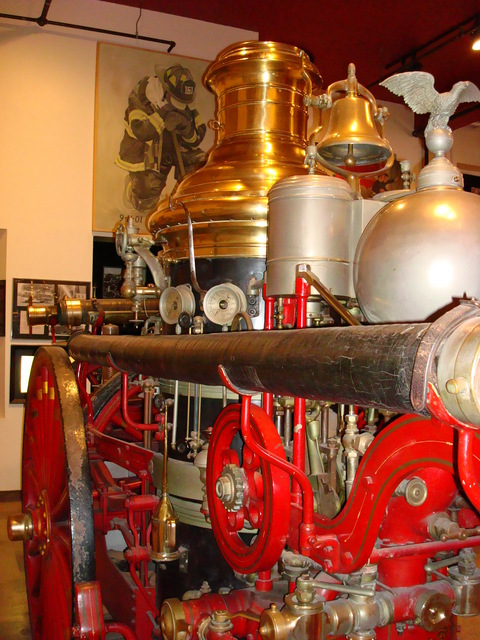
Eine der ältesten Dampfspritzen in ganz Nordamerika

Das New York City Fire Museum befindet sich in einer alten Feuerwache, Baujahr 1904, in SoHo (278 Spring Street zwischen der Varick und der Hudson Streets), New York City. Über die drei rollstuhlgerechten Etagen werden Rettungsmittel und Werkzeuge aus mehreren Jahrhunderten gezeigt, unter anderem die möglicherweise älteste Dampfspritze Nordamerikas (Bj. 1790). Sie stand über 100 Jahre im Einsatz.

## Erdgeschoss
Alte Fahrzeuge, Hand- und dampfbetriebene Spritzen. In einem Raum wird der 343 Feuerwehrangehörigen gedacht, die am 11. September 2001 bei der Evakuierung des World Trade Centers starben.
Zu den ausgestellten Maschinen gehören:
- die genannte Spritze nach „Farnam“ (gebaut in New York um 1790)
- eine Spritze in einem Kasten wie für ein Piano
- ein Goose-Neck-Pumper
- eine Philadelphia-Spritze mit doppeltem Tank
- Steinway Hose No. 7
- Astoria Hose No. 8
- LaFrance Dampfmaschine von 1901 mit Pferdebespannung aus Brooklyn
- ein gasbetriebener Van Blerck-Traktor von 1912 mit Pumpe
- ein pferdebespannter Leiterwagen
- eine American La France-Pumpe von 1921

## 1. Stock
Das Museum besitzt auch eine Sammlung von über 2000 Versicherungsplaketten, die an den Häusern deren Versicherungsschutz markierten.
Auch die moderne persönliche Ausrüstung und Schutzkleidung wird ausgestellt.

## 2. Stock
Diese Räume können für Feiern u. ä. angemietet werden.

## Fotogalerie

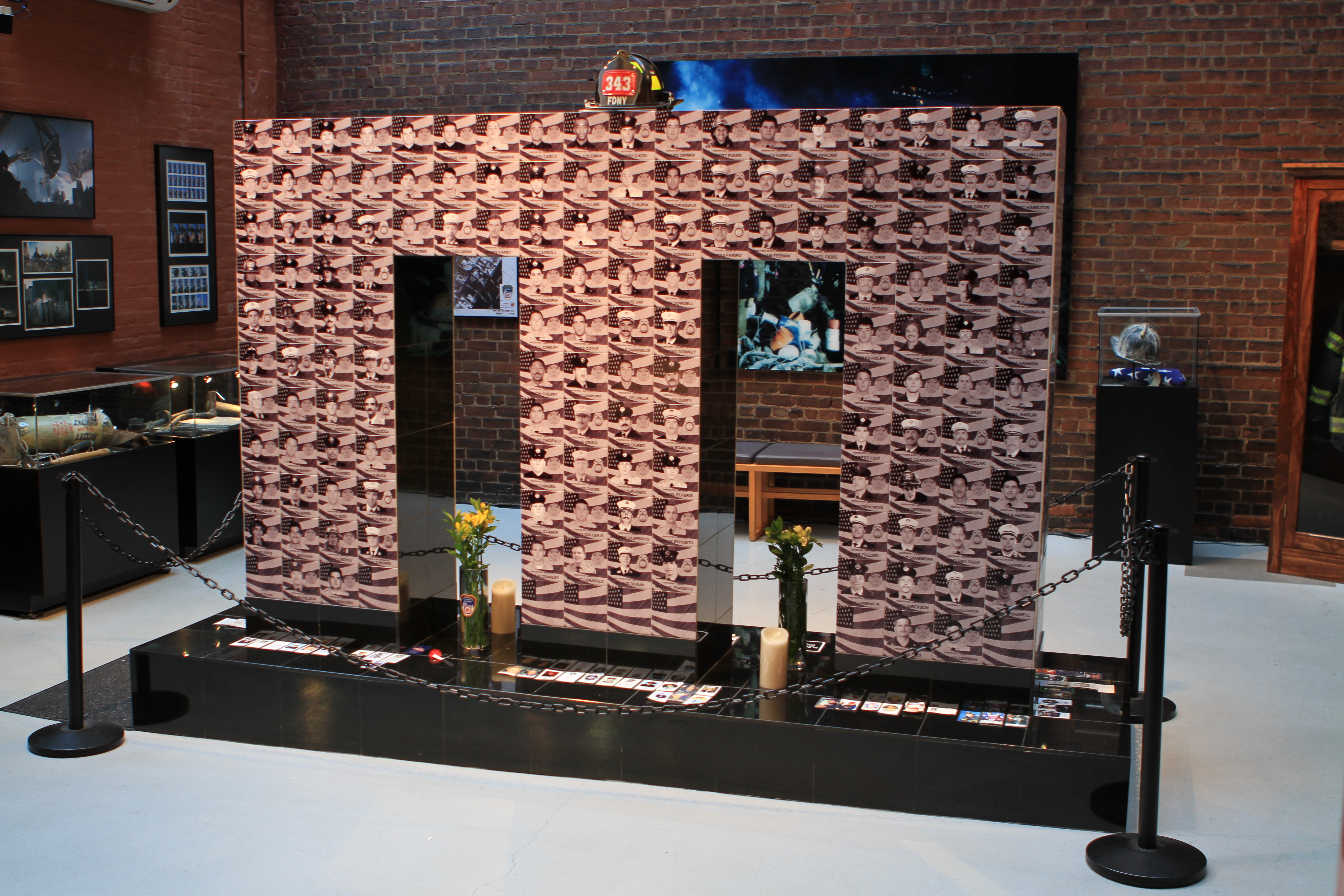
Memorial-Room im FDNY Fire-Museum. Es sind alle getöteten 343 Feuerwehrleute abgebildet. Die Lücken in der Mitte sollen die zwei WTC-Türme darstellen.
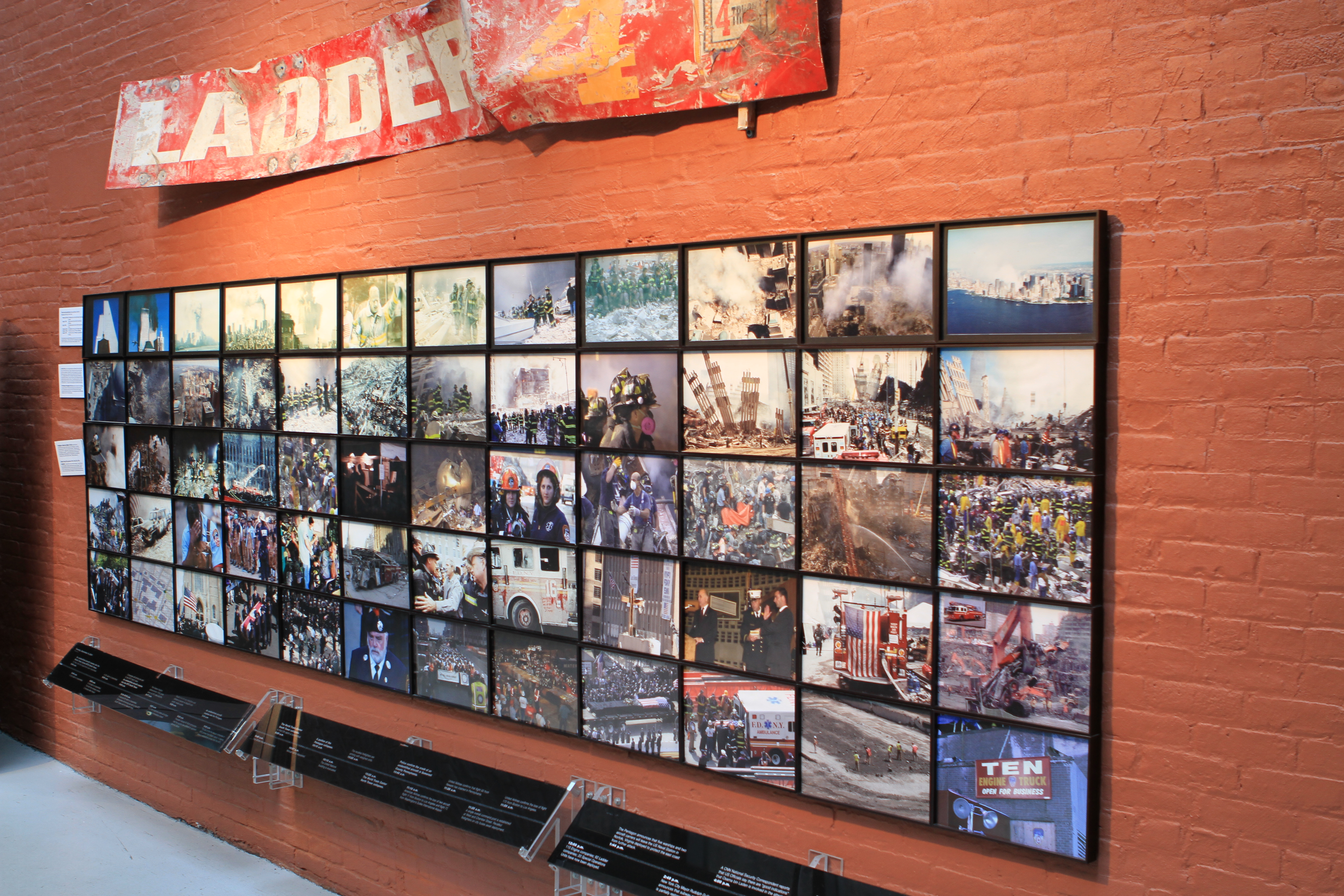
Memorial-Room im FDNY Fire-Museum.